# Робин Кук
Робин Финлейсън Кук (на английски: Robert Finlayson Cook) е британски политик от Лейбъристката партия.

## Биография
Той е роден на 28 февруари 1946 година в Белсхил, Шотландия. Завършва Единбургския университет и от 1974 година е депутат в британския парламент. От 1997 до 2001 година е външен министър в правителството на Тони Блеър, а след това е член на кабинета, отговорен за връзките с Камарата на общините. От 2001 до 2004 година е председател на Партията на европейските социалисти. През 2003 година напуска правителството на Блеър в знак на протест срещу започването на Войната в Ирак.
Робин Кук умира на 6 август 2005 в Инвърнес.